# Jakub Przygoński
Jakub Przygoński (Varsovia, Polonia, 24 de marzo de 1985) es un piloto de automovilismo polaco. Ha destacado como piloto de rally raid, modalidad en la que se proclamó campeón de la Copa Mundial de Rally Cross-Country de la FIA. Además de correr en rallies raid, ha corrido en otras disciplinas, especialmente relacionadas con el motociclismo, como son el motocross o el enduro. También ha corrido en competiciones de drifting. Todo ello hace que sea un de los mejores pilotos de Polonia.

## Trayectoria
Przygonski debutó en el rally más duro del mundo en el año 2009 en la categoría de motos, corriendo para X-Raid, acabando el rally en undécima posición, primero entre los rookies.
Al año siguiente mejoró sus resultados, ya que acabó por primera vez entre los diez primeros de la clasificación general del Rally Dakar con una meritoria octava plaza. Ese mismo año se proclamó campeón de su país en enduro, motocross y drift. Además, finalizó 4.ª el Rally de Marruecos.
Sin embargo, en 2011 no participó en el Dakar. Sí disputó el Abu Dhabi Desert Challenge, en el que acabó tercero, el Raly Merzouga, en el que acabó primero, el Rally de Túnez, en el que acabó segundo, y el Rally de los Faraones, en el que acabó tercero.
Regresó al rally más duro del mundo en 2012, pero su estancia fue bastante corta, ya que se vio obligado a abandonar en la tercera etapa del rally debido a un fallo en el motor.
En 2013 tuvo un mejor resultado, ya que pudo finalizar la prueba, si bien lo hizo fuera del top 10, ya que finalizó undécimo.
2014 fue el año en el que consiguió su mejor resultado en la categoría de motos, finalizando el rally en sexta posición.
En 2015 corrió por última vez el rally en la categoría de motos. Tuvo un resultado mediocre, ya que finalizó en la posición número dieciocho. Ésta participación tuvo mucho mérito ya que, disputando el Abu Dhabi Desert Challenge, se fracturó la columna. No obstante, eso no le impide correr meses después la Baja Polonia de la Copa Mundial de Rally Cross-Country de la FIA, en la que acaba séptimo. Ésta fue su primera participación en un raid con coches, debutando en el equipo X-Raid, el equipo oficial de MINI, y teniendo a Tom Colsoul en su asiento derecho.
En 2016 Przygonski deja de competir en motos y pasa a correr en coches en el Dakar, teniendo como copiloto al belga Tom Colsoul. En el primer Rally Dakar que corrieron juntos, finalizaron en 15.ª posición. En el Mundial FIA de rallies raid, corrió tres rallies y quedó octavo en la clasificación general.
Un año después, la pareja tuvo una gran mejoría, finalizando el Dakar en séptima posición. En el Mundial de rallies raid disputa siete de las once pruebas, acabando todas a excepción de una en el podio, e imponiéndose en la Baja Italia.
En 2018 mejoraron la séptima posición del año anterior y acabaron quintos en la general del Rally Dakar. Además, se proclama campeón del mundo de rallies raid de la FIA, acabando todas las rondas del campeonato en primera o segunda posición, a excepción de la primera, que fue cuarto, y de la última, que no la disputó. Destacan las victorias en la Baja Italia, que conquistó por segundo año consecutivo, la Baja Dubai, el Rally de Catar y la más emotiva de todas, la victoria casera en la Baja Polonia.
En el Dakar de 2019, al que llegaron como campeones del mundo de rallies raid, consiguieron su mejor resultado junto (y el mejor de Przygonski), un cuarto puesto. Al acabar el rally Pryzgonski cambió de copiloto, uniéndose a él el alemán Timo Gottshalck, quien había ganado el rally en 2011 corriendo junto a Nasser Al-Attiyah. Ese año disputa dos rallies del mundial de rallies raid, quedando tercero en ambos, lo que le situó cuarto en la general. En la Copa Mundial de Bajas Cross-Country de la FIA, campeonato creado con la escisión de parte de las pruebas del mundial de rallies cross country (las bajas, pruebas más cortas), finalizó segundo con dos victorias, la de la Baja Dubai y la de la Baja Jordania.
En el Rally Dakar de 2020 acabaron en 19.ª posición a más de ocho horas y media del ganador. Esto estuvo causado por una avería que sufirieron en la primera etapa, la cual finalizaron en 77.ª posición, perdiendo casi seis horas, y otra en la sexta etapa, en la que finalizaron 42.º perdiendo más de hora y media. No obstante, acabaron entre los diez primeros en ocho de las doce etapas, destacando los segundos puestos de las etapas 3 y 10.
Después del rally Przygonski puso fin a su relación con X-Raid y ficha por el equipo Overdrive, una escuadra fuertemente ligada al equipo oficial de Toyota, el Toyota Gazoo Racing. Corre con un Toyota Hilux V8 de tracción 4x4 (al igual que su coche en X-Raid, que era un MINI 4x4). En su primer rally, el de Catar, finaliza tercero. En su debut en el mundial de Bajas, en la Baja Polonia, tuvo problemas mecánicos cuando luchaba por la victoria. Pese a eso, remontó hasta el quinto puesto.

## Resultados

### Rally Dakar
| Año     | Categoría | Equipo                       | Vehículo | Copiloto        | Posición | Etapas |
| ------- | --------- | ---------------------------- | -------- | --------------- | -------- | ------ |
| 2009    | Motos     | Orlen KTM Rally Factory Team | KTM      | Sin copiloto    | 11.º     | -      |
| 2010    | Motos     | Orlen KTM Rally Factory Team | KTM      | Sin copiloto    | 8.º      | -      |
| 2012    | Motos     | Orlen KTM Rally Factory Team | KTM      | Sin copiloto    | Ret.     | -      |
| 2013    | Motos     | Orlen KTM Rally Factory Team | KTM      | Sin copiloto    | 11.º     | -      |
| 2014    | Motos     | Orlen KTM Rally Factory Team | KTM      | Sin copiloto    | 6.º      | -      |
| 2015    | Motos     | Orlen KTM Rally Factory Team | KTM      | Sin copiloto    | 18.º     | -      |
| 2016    | Coches    | Orlen X-Raid                 | Mini     | Andrei Rudnitsk | 15.º     | -      |
| 2017    | Coches    | Orlen X-Raid                 | Mini     | Tom Colsoul     | 7.º      | -      |
| 2018    | Coches    | Orlen X-Raid                 | Mini     | Tom Colsoul     | 5.º      | -      |
| 2019    | Coches    | Orlen X-Raid                 | Mini     | Tom Colsoul     | 4.º      | -      |
| 2020    | Coches    | Orlen X-Raid                 | Mini     | Timo Gottshalck | 19.º     | -      |
| 2021    | Coches    | Orlen Overdrive              | Toyota   | Timo Gottshalck | 4.º      | -      |
| 2022    | Coches    | X-raid JCW Team              | Mini     | Timo Gottshalck | 6.º      | -      |
| 2023    | Coches    | X-raid JCW Team              | Mini     | Armand Monleón  | 17.º     | -      |
| Fuente: |           |                              |          |                 |          |        |

### Copa Mundial de Rally Cross-Country de la FIA
| Año  | Coche  | Equipo          | Copiloto        | 1     | 2      | 3     | 4     | 5     | 6     | 7     | 8     | 9     | 10    | 11  | Pos. | Pts. |
| ---- | ------ | --------------- | --------------- | ----- | ------ | ----- | ----- | ----- | ----- | ----- | ----- | ----- | ----- | --- | ---- | ---- |
| 2015 | MINI   | Orlen X-Raid    | Tom Colsoul     | RUS   | ABU    | QAT   | EGP   | ITA   | ESP   | HUN   | POL 7 | MAR   | POR   |     | 26.º | 6    |
| 2016 | MINI   | Orlen X-Raid    | Tom Colsoul     | RUS   | ABU 5  | QAT   | ITA   | ESP   | HUN   | POL 4 | MAR 5 | POR   |       |     | 8.º  | 52   |
| 2017 | MINI   | Orlen X-Raid    | Tom Colsoul     | RUS   | DUB    | ABU   | QAT 2 | KAZ 2 | ITA 1 | ESP 6 | HUN 3 | POL 2 | MAR 3 | POR | 2.º  | 193  |
| 2018 | MINI   | Orlen X-Raid    | Tom Colsoul     | RUS 4 | DUB 1  | ABU 2 | QAT 1 | KAZ 2 | ITA 1 | ESP 2 | HUN 2 | POL 1 | MAR 2 | POR | 1.º  | 318  |
| 2019 | MINI   | Orlen X-Raid    | Timo Gottschalk | QAT   | ABU 18 | TKM C | KAZ 3 | MAR 3 |       |       |       |       |       |     | 5.º  | 32   |
| 2020 | Toyota | Orlen Overdrive | Timo Gottschalk | QAT 3 | AND    |       |       |       |       |       |       |       |       |     | 3.º  | 18.5 |

### Copa Mundial de Bajas Cross-Country de la FIA
| Año  | Coche  | Equipo          | Copiloto        | 1   | 2     | 3   | 4     | 5     | 6     | 7     | 8     | Posición | Pts. |
| ---- | ------ | --------------- | --------------- | --- | ----- | --- | ----- | ----- | ----- | ----- | ----- | -------- | ---- |
| 2019 | MINI   | Orlen X-Raid    | Timo Gottschalk | RUS | DUB 1 | ITA | ESP 3 | HUN 4 | POL 2 | JOR 1 | POR 3 | 2.º      | 125  |
| 2020 | Toyota | Orlen Overdrive | Timo Gottschalk | RUS | POL 4 | POR | SAU   | SAU 5 |       |       |       | 7.º      | 22   |

### Campeonato Mundial de Rally Raid (FIA)
| Año     | Clase  | Vehículo | Posición | Puntaje | Victorias |
| ------- | ------ | -------- | -------- | ------- | --------- |
| 2022    | Coches | Mini     | 4.º      | 77      | -         |
| Fuente: |        |          |          |         |           |

## Filmografía
Jakub Przygonski presta su voz al personaje de Bubba Weelhouse, inspirado en Bubba Wallace, en el doblaje al polaco de Cars 3.